# کی آنجا آواز می‌خواند؟
کی آنجا آواز می‌خوانَد؟ (صربی‌کرواتی: Ko to tamo peva) یک فیلم کمدی سیاه به کارگردانی اسلوبودان شیان محصول سال ۱۹۸۰ سینمای یوگسلاوی است که در بخش نوعی نگاه جشنواره فیلم کن ۱۹۸۱ به نمایش درآمد. فیلم از برترین آثار سینمای یوگسلاوی به شمار می‌رود.

## بازیگران
- پاوله وویسیچ
- دراگان نیکولیچ
- دانیلو استویکوویچ
- اسلاوکو اشتیماتس
- الکساندر برچک
- بورا تودورویچ
- ندا آرنریچ